# 親の七光り
親の七光り（おやのななひかり）とは、権力を持つ親を持った子供がその恩恵を受けること。
親の威光や、社会的地位（国会議員・都道府県・市町村議会議員、首長、官僚、企業の社長・重役、芸能人・伝統工芸品の作者など）と権力があまりにも大きいため、それが子供にまで影響を与える程であるという意味である「親の光は七光り」という諺が略された形の言葉である。また、7というのは大きな数をあらわすときに用いる数字である。